# Еміліо Селая
Еміліо Селая (ісп. Emilio Zelaya, нар. 30 липня 1987, Сан-Мігель-де-Тукуман) — аргентинський футболіст, нападник.

## Ігрова кар'єра
Народився 30 липня 1987 року в місті Сан-Мігель-де-Тукуман. Вихованець футбольної школи клубу «Росаріо Сентраль». Дорослу футбольну кар'єру розпочав 2006 року в основній команді того ж клубу, в якій провів чотири сезони, взявши участь у 124 матчах чемпіонату. Більшість часу, проведеного у складі «Росаріо Сентраль», був основним гравцем атакувальної ланки команди. Також недовго на правах оренди пограв за «Банфілд»
Влітку 2011 року Селая перейшов у «Арсенал» (Саранді), з яким досягнув найбільших результатів, вигравши чемпіонат (Клаусура) та Суперкубок Аргентини 2012 року, а також Кубок Аргентини у 2013 році.
У другій половині 2015 року грав за чилійський «О'Хіггінс», після чого повернувся на батьківщину і недовго пограв за «Архентінос Хуніорс».
Влітку 2016 року Селая відправився до Європи, ставши гравцем кіпрського «Етнікоса» (Ахна), де провів один сезон, після чого зацікавив один з місцевих топ-клубів «Аполлон», до якого приєднався влітку 2017 року. Майже відразу, у серпні, Еміліо виграв з клубом перший трофей — Суперкубок Кіпру. Станом на 11 березня 2018 року відіграв за клуб з Лімасола 26 матчів в національному чемпіонаті.

## Титули і досягнення
- Чемпіон Аргентини (1):

«Арсенал» (Саранді): Клаусура 2012
- Володар Суперкубка Аргентини (1):

«Арсенал» (Саранді): 2012
- Володар Кубка Аргентини (1):

«Арсенал» (Саранді): 2013
- Володар Суперкубка Кіпру (1):

«Аполлон»: 2017